# IC 4071
IC 4071 је спирална галаксија у сазвјежђу Дјевица која се налази на листи објеката дубоког неба у Индекс каталогу.
Деклинација објекта је - 7° 36' 11" а ректасцензија 13h 2m 4,0s. Привидна величина (магнитуда) објекта IC 4071 износи 13,8 а фотографска магнитуда 14,6. IC 4071 је још познат и под ознакама MCG -1-33-73, IRAS 12594-0720, PGC 44956.